# Roncus pantici
Roncus pantici är en spindeldjursart som beskrevs av Bozidar P.M. Curcic och Dimitrijevic 2004. Roncus pantici ingår i släktet Roncus och familjen helplåtklokrypare. Inga underarter finns listade i Catalogue of Life.